# Serge de Tella
Serge de Tella est le trente-septième patriarche d'Antioche suivant le décompte de l'Église jacobite, le premier consacré par Jacques Baradée lui-même, en fonction de 544 à sa mort en 547, ou de 557 à sa mort en 560

## Éléments biographiques
Il était, comme Jacques Baradée, natif de Tella (Constantine d'Osrhoène, l'actuelle Viranşehir, à l'est d'Édesse). Tous deux furent appelés à Constantinople par l'impératrice Théodora en 527 et résidèrent dans des monastères de la capitale.
En 543, Jacques Baradée, consacré évêque d'Édesse par Théodose d'Alexandrie, repartit pour l'Orient et se consacra à l'organisation d'un clergé monophysite indépendant, mais jusqu'en 557 il n'ordonna que des prêtres et des diacres. Cette année-là, il entreprit la mise en place d'un épiscopat : il consacra vingt-sept évêques et métropolites, et désigna son vieux compagnon Serge comme patriarche d'Antioche, premier successeur légitime de Sévère d'Antioche mort en 538,.
Les sources ne sont pas d'accord sur la date de la consécration de Serge en tant que patriarche : selon la Chronique de Zuqnîn, il a été consacré en 544, alors que Jean d'Éphèse dans son Histoire ecclésiastique date la consécration de 557.
Mais l'union entre les deux hommes ne dura pas jusqu'à la fin : Serge comptait parmi ses proches le moine Athanase, petit-fils de l'impératrice Théodora, qui fut gagné aux idées du théologien Jean Asqunagès, qualifiées de « trithéisme » par ses adversaires, et convainquit Serge lui-même de s'y rallier à son tour. Théodose d'Alexandrie et Jacques Baradée condamnèrent le « trithéisme », et Serge se trouva en conflit avec eux. Mais il mourut dès 560 ou 561, et ne fut pas immédiatement remplacé.